# 黑島工作室
黑島工作室（英語：Black Isle Studios）是電腦和電視遊戲開發商Interplay公司旗下的電腦角色扮演遊戲開發小組，位於美國加利福尼亞州橘郡。該工作室創建於1996年，並於1998年正式確定其名稱為。該名稱的創意來自位於創立者之一費格斯·厄克特蘇格蘭家鄉的黑岛。
黑島工作室以其1997年和1998年的作品《異塵餘生》與《異塵餘生2》，1999年的《博德之門》，2000年的《異域鎮魂曲》及2001年的《冰風谷》連續五年被GameSpot評選為年度最佳RPG而成為當時世界最好的角色扮演類遊戲製作小組（博德之門系列是与另一知名RPG小組BioWare联合製作）之一。
在1998年，部分曾參與製作其首部大作異塵餘生的關鍵成員因為「無法與『他們』的下一個團隊如何與Interplay達成組建共識」而離開Interplay組建了Troika Games。在2003年12月8日，虧損嚴重的Interplay遣散了黑島工作室的全部成員 。直到2007年，Interplay從未就黑島工作室的前景明確表態，但是考慮到Interplay本身是一家處於嚴重財政困難的公司，黑島工作室的前途還十分黯淡。許多前黑島工作室員工現在為一家名為黑曜石娛樂的電子遊戲開發公司工作。

## 作品

### 曾開發的遊戲
- 異塵餘生（1997年）[6]
- 異塵餘生2（1998年）
- 異域鎮魂曲（1999年）
- 冰風谷（2000年）
- 冰風谷：冬之心（2001年）
- 冰風谷II（2002年）

### 曾發行的遊戲
黑島工作室曾參與協作開發或發行的作品：
- 博德之門（1998年）
- 博德之門：劍灣傳奇（1999年）
- 博德之門II：安姆的陰影（2000年）
- 博德之門II：巴爾王座（2001年）
- 獅心王：十字軍的遺贈（2003年）

### 已取消的項目
- 魔石堡2（2001年）
- Torn（2001年）
- 范布倫計劃（2003年）
- 博德之門III：黑犬（2003年）
- 博德之門：暗黑同盟III（2004年）